# Bailleul Road West Cemetery
Le Bailleul Road West Cemetery est un cimetière militaire de la Première Guerre mondiale, situé sur le territoire de la commune de Saint-Laurent-Blangy, dans le département du Pas-de-Calais, au nord-est d'Arras. Trois autres cimetières britanniques sont implantés dans la commune : Bailleul Road East Cemetery, Hervin Farm British Cemetery et  Mindel Trench British Cemetery.

## Localisation
Ce cimetière est situé en pleine campagne au milieu des cultures, à 1,5 km au nord de l'agglomération.

## Histoire

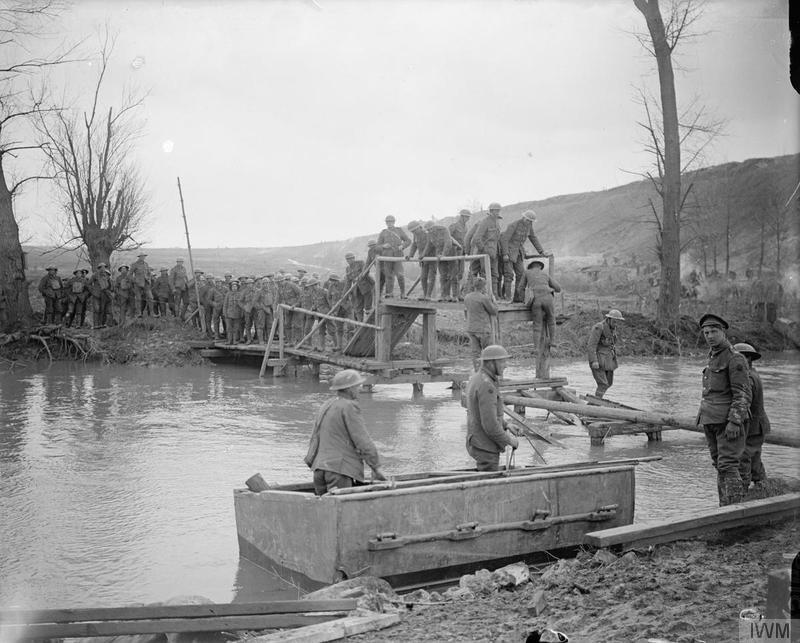
Soldats britannniques franchissant la Scarpe sur un pont improvisé à Blangy en Avril 1917.

En mars 1916, la moitié ouest du village (du côté d'Arras) fut prise par les troupes britanniques alors que la partie est resta aux mains des Allemands. Le bourg, dont la plupart des habitants dont la plupart avaient été évacués, fut donc traversé par la ligne de front.
Le 9 avril 1917, premier jour de la bataille d'Arras, le reste de la commune fut pris par les troupes du Commonwealth après des combats acharnés .
Ce cimetière comporte les tombes de 98 soldats (97 britanniques et 1 Sud-Africain), dont la majorité sont morts le 9 avril 1917, premier jour de la bataille d'Arras. Seulement six ne sont pas identifiés,.

## Caractéristiques
Ce cimetière a un plan rectangulaire de 25 m sur 13 et est entouré entièrement clos par un muret de silex sur un socle en moellons.

## Galerie

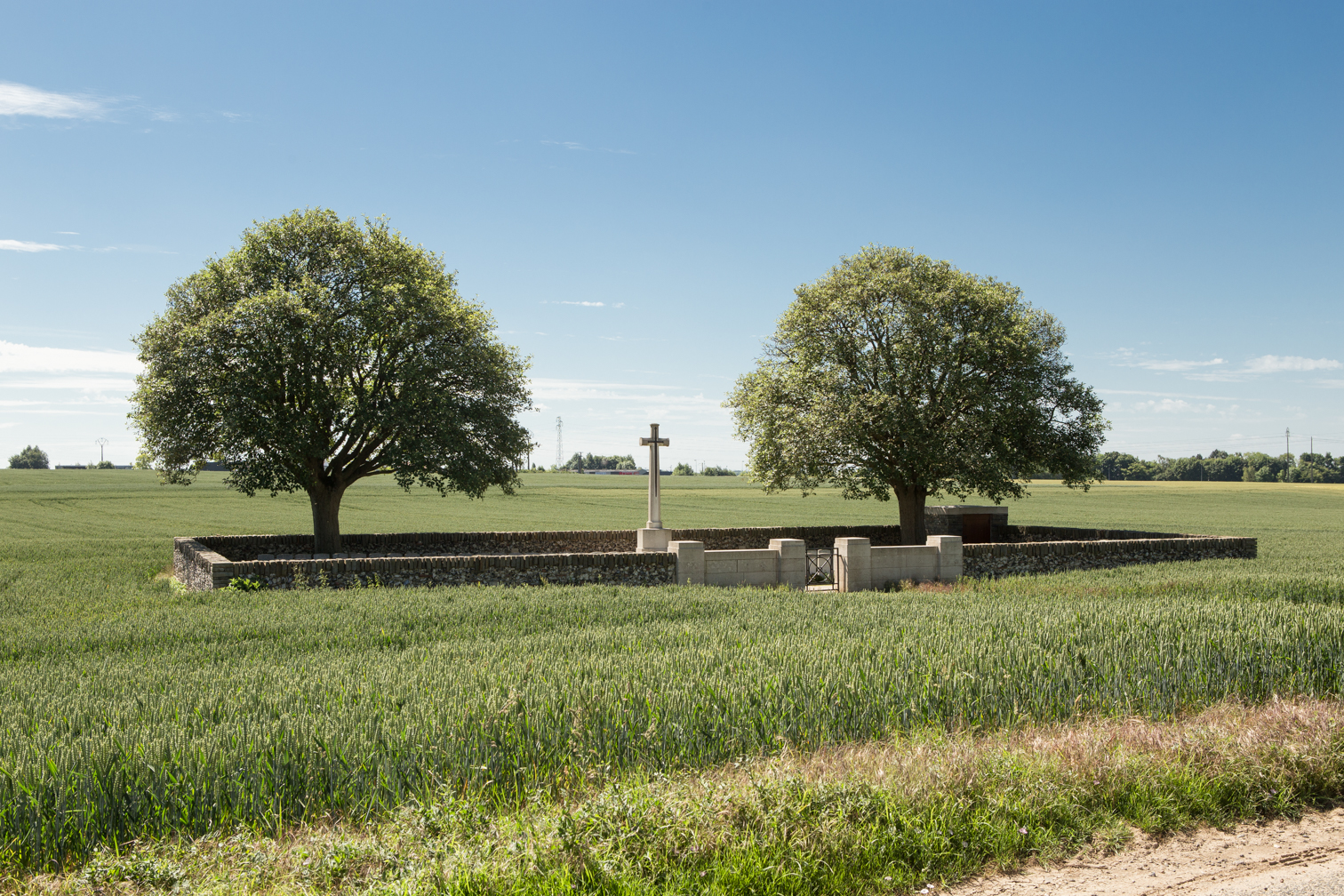
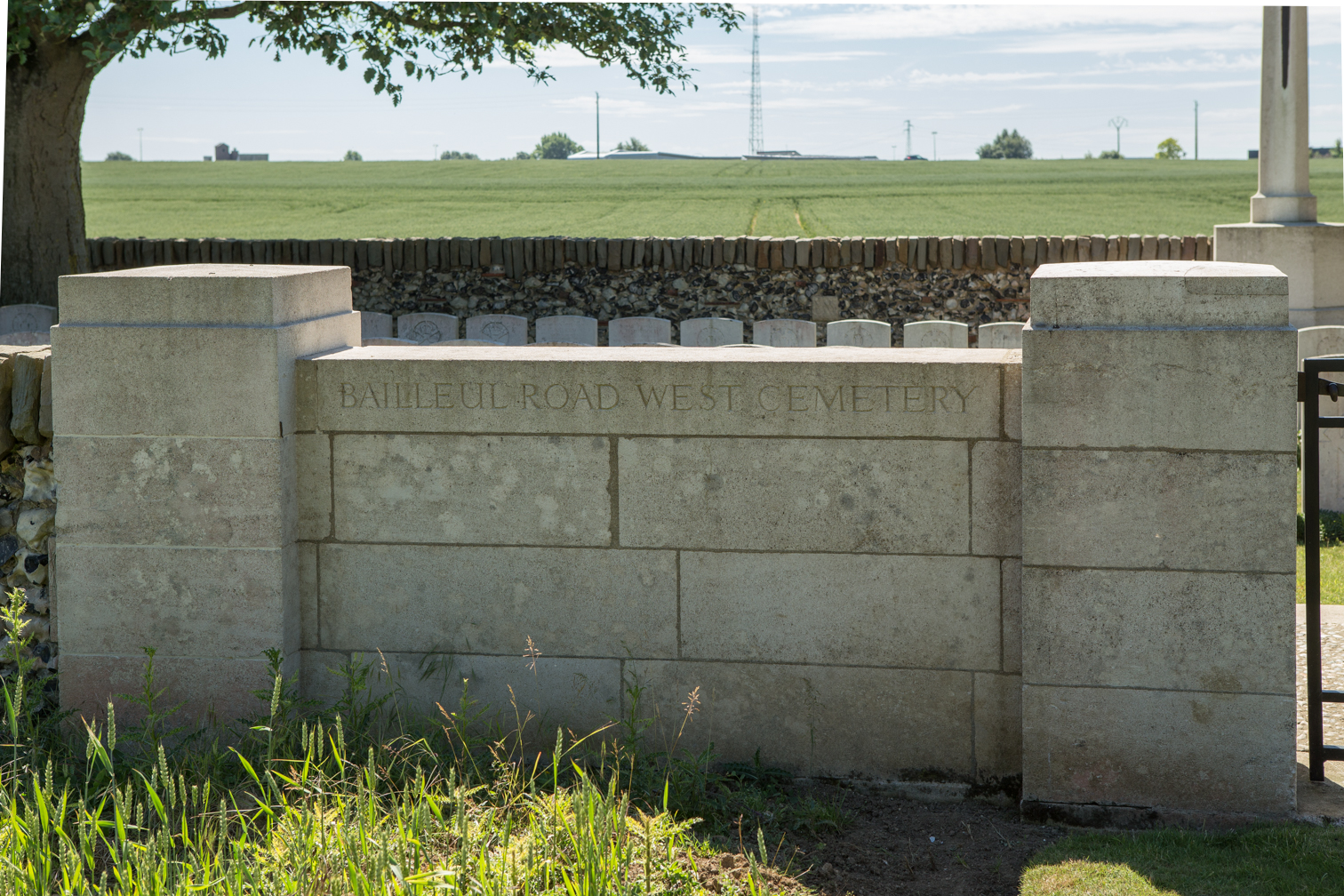
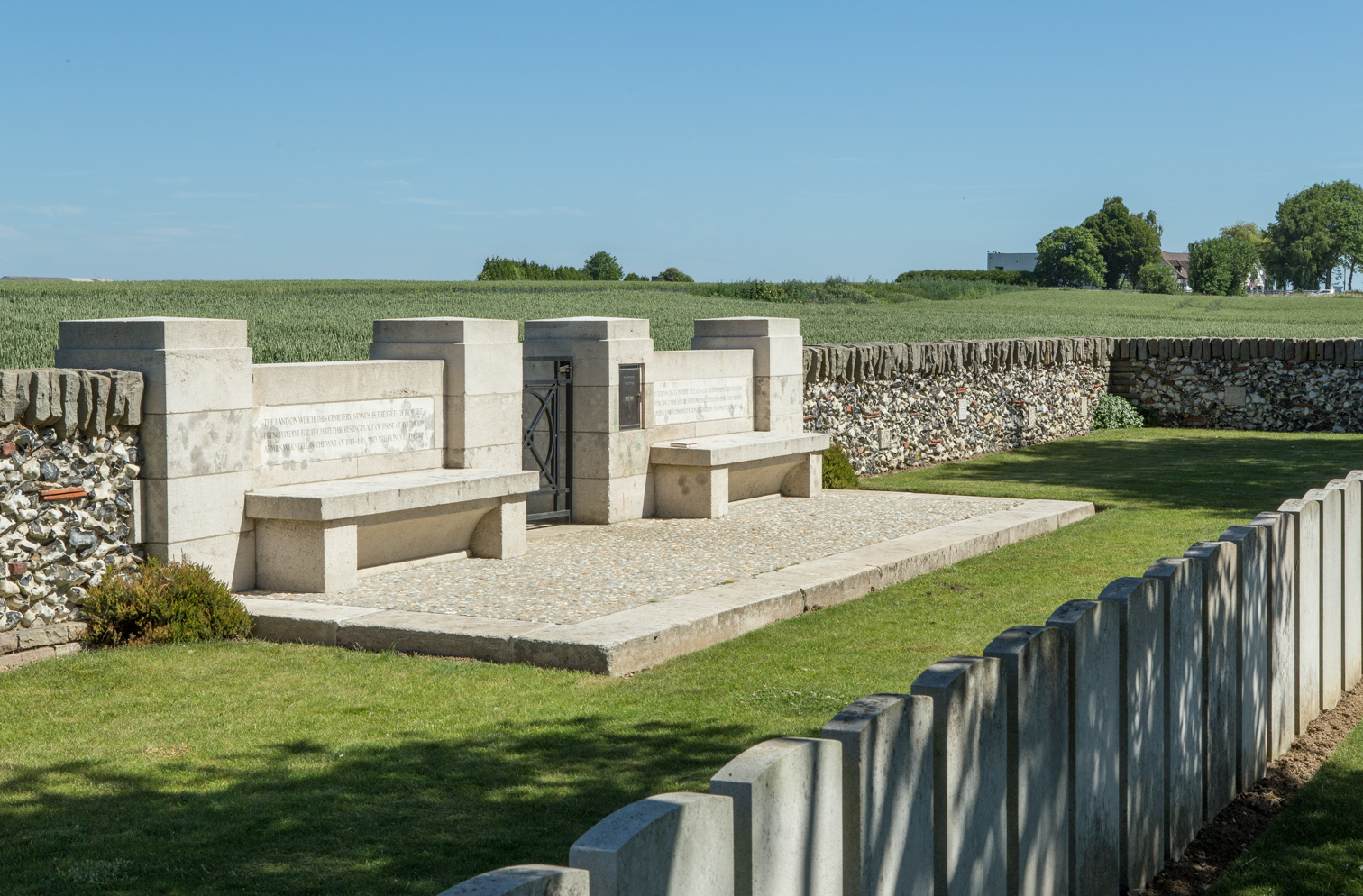
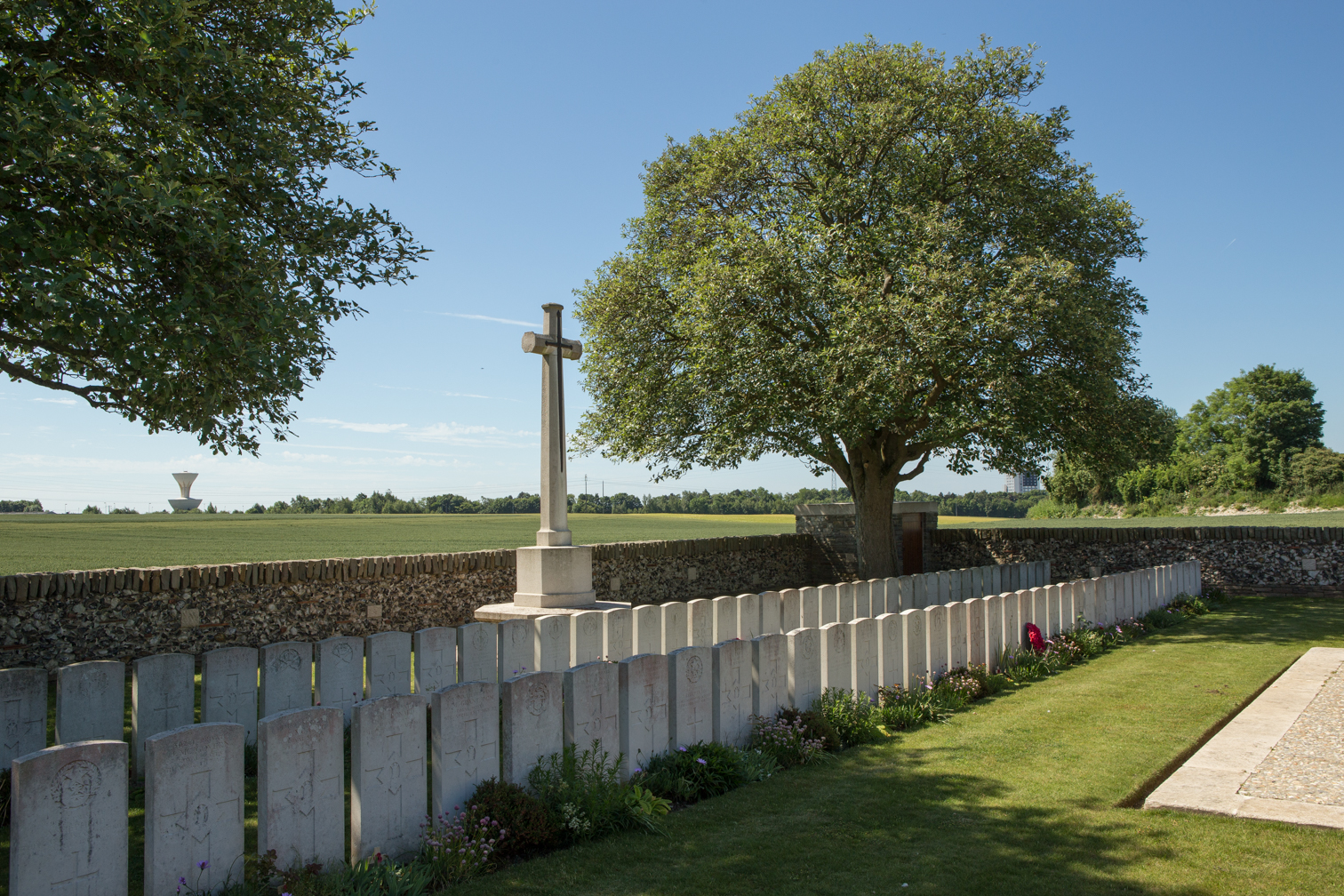
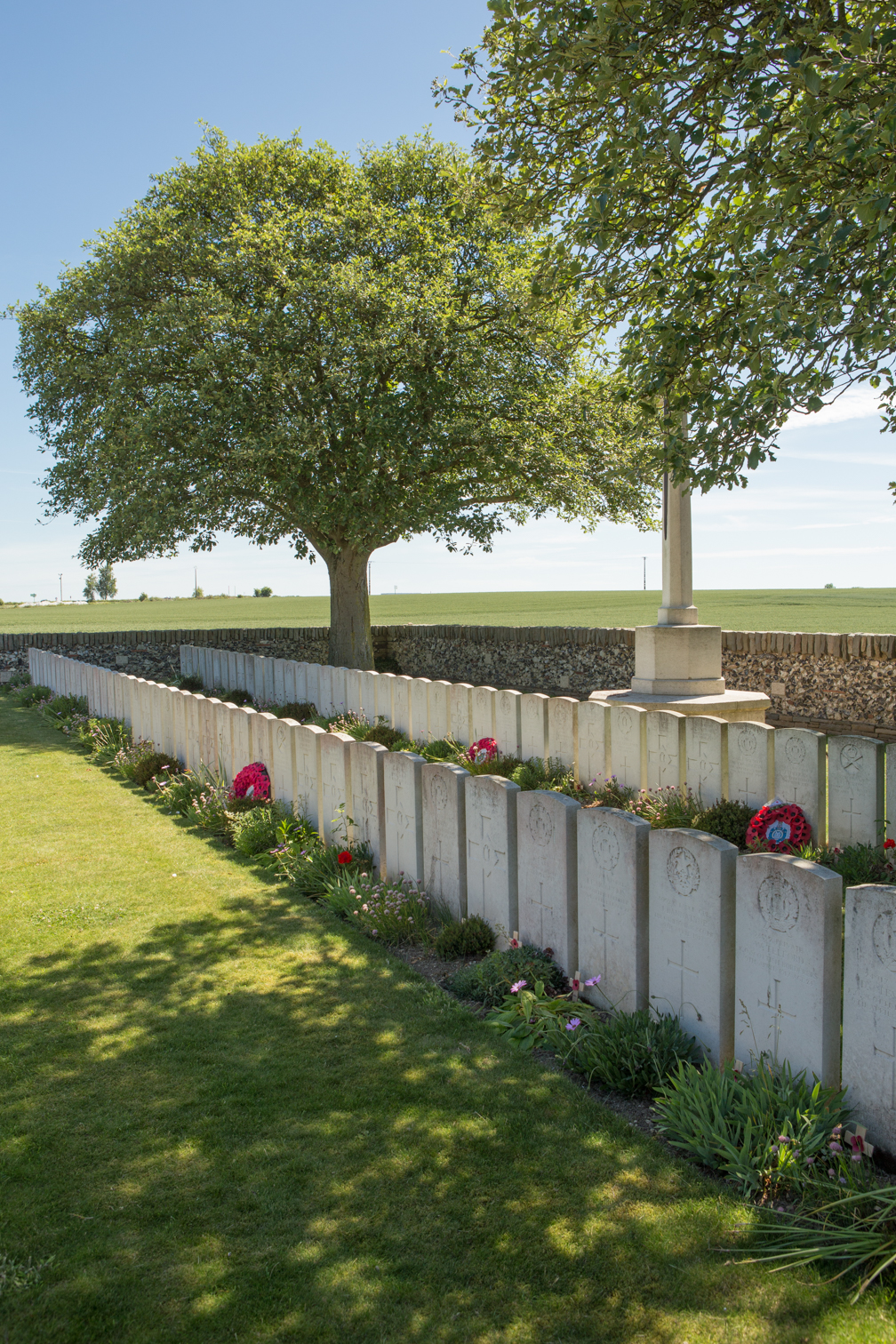
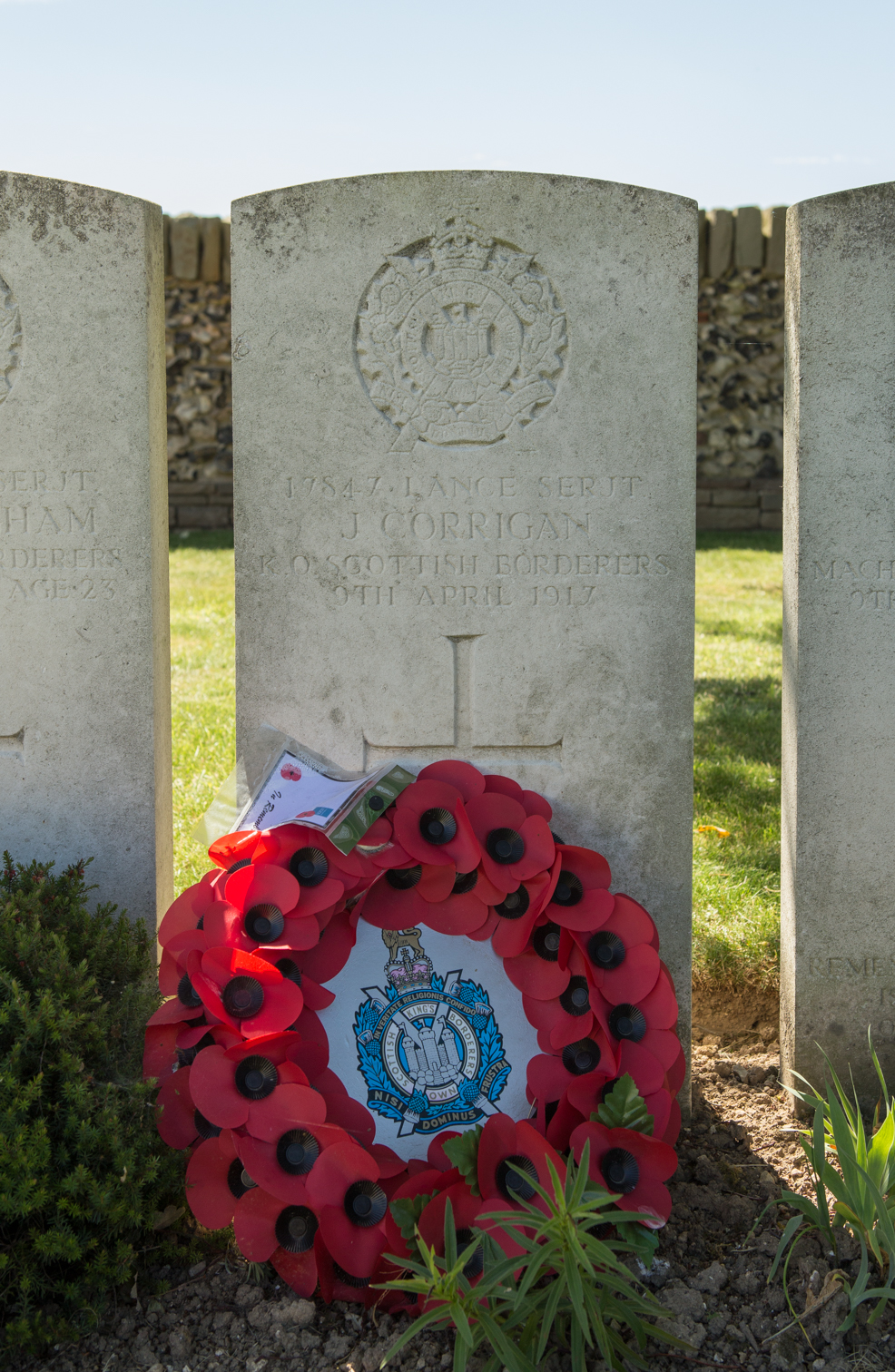

## Sépultures
| Pays           | Sépultures |
| -------------- | ---------- |
| Royaume-Uni    | 97         |
| Afrique du Sud | 1          |
| Total          | 98         |

## Pour approfondir